# Wolframate

Struktur des Orthowolframat-Ions

Als Wolframate werden die Salze der Wolframsäure bezeichnet. Sie sind chemisch verwandt mit den Chromaten und Molybdaten.
Wolframate sind in den verschiedenen Verhältnissen zwischen Säure und Basen bekannt, wobei die einfachste Form das Orthowolframat WO42− ist. Früher wurden die Salze entsprechend dem Verhältnis eingeteilt, so wurden die Salze der Parawolframsäure auch Parawolframate und die der Perwolframsäure Perwolframate bezeichnet, wobei auch noch andere Formen wie Isowolframsäure, Metawolframsäure oder Polywolframsäure namentlich existierten.
Außer dem Natriumparawolframat Na10W12O41 + 28 H2O und Kaliumwolframat K2WO4, die als Feuerschutzmittel für Holz und leicht entzündliche Stoffe, auch als Beizmittel in der Färberei dienen, finden viele Salze als Malerfarben Anwendung, so Nickelwolframat NiWO4 (grün), Chromwolframat (grün), Cobaltwolframat (violett), Zinnwolframat (indigoblau), Bariumwolframat BaWO4 (Wolframweiß) und Eisenwolframat FeWO4 (chamois). Weiterhin dienen Ammoniumwolframat (NH4)10W12O41, Lithiumwolframat Li2WO4 und Natriumwolframat Na2WO4 als Katalysator bei organischen Synthesen. Magnesiumwolframat MgWO4 und vor allem Bleiwolframat PbWO4 werden als moderner Szintillator in der Teilchenphysik verwendet. Konzentrierte Lösungen von Natriumpolywolframat (3 Na2WO4 · 9 WO3 · H2O) werden wegen ihrer hohen Dichte als Schwerflüssigkeit verwendet.
Natürlich kommen Wolframate in Form des Minerals Ferberit (Eisenwolframat), Huanzalait (Magnesiumwolframat), Hübnerit (Manganwolframat), Sanmartinit (Zinkwolframat), Scheelit (Calciumwolframat), Stolzit (Bleiwolframat), Wolframit (Mischkristall), Krasnoselskit (hypothetisches Cobaltwolframat), Cuprotungstit (englisch auch Cuproscheelite, basisches Kupferwolframat; Cu2+3(WO4)2(OH)2) und einiger anderer vor.